# 轰-7
轰-7轰炸机是哈尔滨飞机制造厂于1965年提出的一型中型轰炸机设计，可被看作是老式的轰-5轰炸机的迭代产品。然而该项目最终在轰炸机研制完成并投入生产之前就已于1970年代初期被正式取消。